# Полин, Владимир Степанович
Владимир Степанович Полин (1907—1975) — российский учёный, один из инициаторов разработок электронной цифровой вычислительной техники в СССР. Лауреат Ленинской премии 1957 года.
Родился 19 июля 1907 г. в Туле в семье потомственного оружейника.
Кандидат физико-математических наук, до 1941 г. преподавал в Московском педагогическом институте.
В конце июня 1941 года направлен в криптографическую службу и вскоре стал конструктором техники криптоанализа. Полковник, награждён орденами и медалями.
После войны был назначен начальником Конструкторского бюро промышленной автоматики (КБПА, Минрадиопром), где создавалась специализированная вычислительная техника: в 1950–1960 гг. – ламповая, затем - полупроводниковая.
В 1959–1964 гг. в КБПА под непосредственным руководством В. С. Полина была создана полупроводниковая вычислительная машина  «Весна» и в 1961–1965 гг.  её расширенный вариант – «Сигма» и сокращенный – «Снег» (СПЭМ-50, СПЭМ-80). Эти ЭВМ использовались на объектах Министерства обороны для решения сложных расчетных задач.
В 1965–1975 гг. в КБПА разработаны системы (сети) передачи данных, в которых  ЭВМ использовались как центры коммутации сообщений.
За создание ЭВМ специального назначения в 1957 г. В. С. Полину была присуждена Ленинская премия.
Делегат XXII съезда КПСС (1961).
Умер 20 августа 1975 года, прах захоронен в Даниловском крематории.